# Błyszczyk
Błyszczyk (Peprilus triacanthus) – gatunek ryby z rodziny żuwakowatych (Stromateidae).

## Występowanie
Zachodni Atlantyk od wschodniej Nowej Fundlandii i Zatoki Świętego Wawrzyńca na północy po Florydę i Zatokę Meksykańską na południu. Brak go na Bermudach i Karaibach.
Przebywa na głębokości 15–420 m (zazwyczaj do 55 m). Żyje na szelfie kontynentalnym, zimą schodzi w głębsze wody. Spotykany również w wodach słonawych. Tworzy wielkie, jednowiekowe "szkoły". Młode osobniki przebywają wśród wodorostów lub w pobliżu meduz.

## Cechy morfologiczne
Zwykle osiąga 20 cm długości (max. 30 cm). Ciało owalne, lekko wydłużone, dosyć wysokie (stosunek wysokości ciała do jego długości wynosi 1/2,7 – 1/3) i bardzo silnie bocznie spłaszczone. Kręgów 17-20. Linia boczna położona wysoko, naśladuje kształt grzbietu. Pysk tępy, krótki, szczęka dolna nieco dłuższa od szczęki górnej; usta małe, nie sięgające do wysokości krawędzi oka. Oczy średniej wielkości, stosunek ich średnicy do długości głowy wynosi 1/3,4 – 1/3,7. Zęby bardzo małe, w pojedynczych rzędach, te w szczęce górnej spłaszczone z 3 niewielkimi guzkami. Łuski małe, obecne również na policzkach. Płetwy grzbietowa i odbytowa bardzo długie, (mniej więcej jednakowej długości) ich przednie promienie są dłuższe od pozostałych ale płetwy te nie mają sierpowatego kształtu; pierwsze 3 promienie w obu płetwach są twarde. W przedniej połowie ciała, poniżej płetwy grzbietowej wyraźny rząd 17-25 porów. Płetwa ogonowa głęboko wcięta, Płetwy piersiowe bardzo długie, dłuższe od głowy. Płetw brzusznych brak.
Ubarwienie górnej części ciała bladoniebieskie, dolnej srebrzyste, z licznymi ciemnymi miejscami po bokach ciała blednącymi po śmierci.

## Odżywianie
Żywi się głównie meduzami, kałamarnicami, strzałkami, skorupiakami,czasem także rybami, dennymi bezkręgowcami i planktonem.
jego głównymi wrogami są plamiak, morszczuk srebrzysty, tasergal, kulbiec szary oraz włócznik. Pasożytami są przywry monogeniczne z gatunku microcotyle poronoti. 

## Rozród
Dojrzałość płciową osiąga przed ukończeniem 1 roku życia przy długości średnio 11,4 (samce) – 12 (samice) cm.
Trze się latem, na północy zasięgu, od czerwca do sierpnia. Ikra jest pelagiczna.

## Znaczenie
Posiada znaczenie w rybołówstwie. Jest sprzedawany świeży, wędzony i mrożony (głównie na eksport do Japonii). Łowiony przez wędkarzy.